# CR Roberts
CR Roberts (Los Ángeles, California; 29 de febrero de 1936-Norwalk, California; 11 de julio de 2023) fue un jugador estadounidense de fútbol americano que jugó en la NFL en la posición de fullback.

## Carrera

### Universitario
Jugó para los USC Trojans y en 1956 fue parte de la victoria por 44-20 ante Texas Longhorns por el título de la conferencia, partido donde acumuló 252 yardas en 12 acarreos, siendo el primer jugador de raza negra en jugar un partido de fútbol americano universitario en el estado de Texas.

### Profesional
Fue seleccionado en el Draft de 1958 en la posición 166 de la ronda 14 por los New York Giants pero no jugó con el equipo ya que decidió ir a Canadá para jugar con los Toronto Argonauts de la Canadian Football League. Anotó cinco touchdowns y corrió para 595 yardas, pero fue liberado en la semana 10 luego de que los Argonauts sobrepasaran el límite máximo de 12 jugadores provenientes de Estados Unidos.
En 1959 hizo prueba con los Pittsburgh Steelers pero no quedó en el equipo, aunque sí terminó jugando en la NFL con los San Francisco 49ers de 1959 a 1962.